# Сходненский проезд
Схо́дненский прое́зд — тупиковая улица в Северо-Западном административном округе города Москвы на территории района Южное Тушино. Проходит от Сходненской улицы до д. № 23 к. 2 по Нелидовской улице. Нумерация домов отсутствует.

## Описание

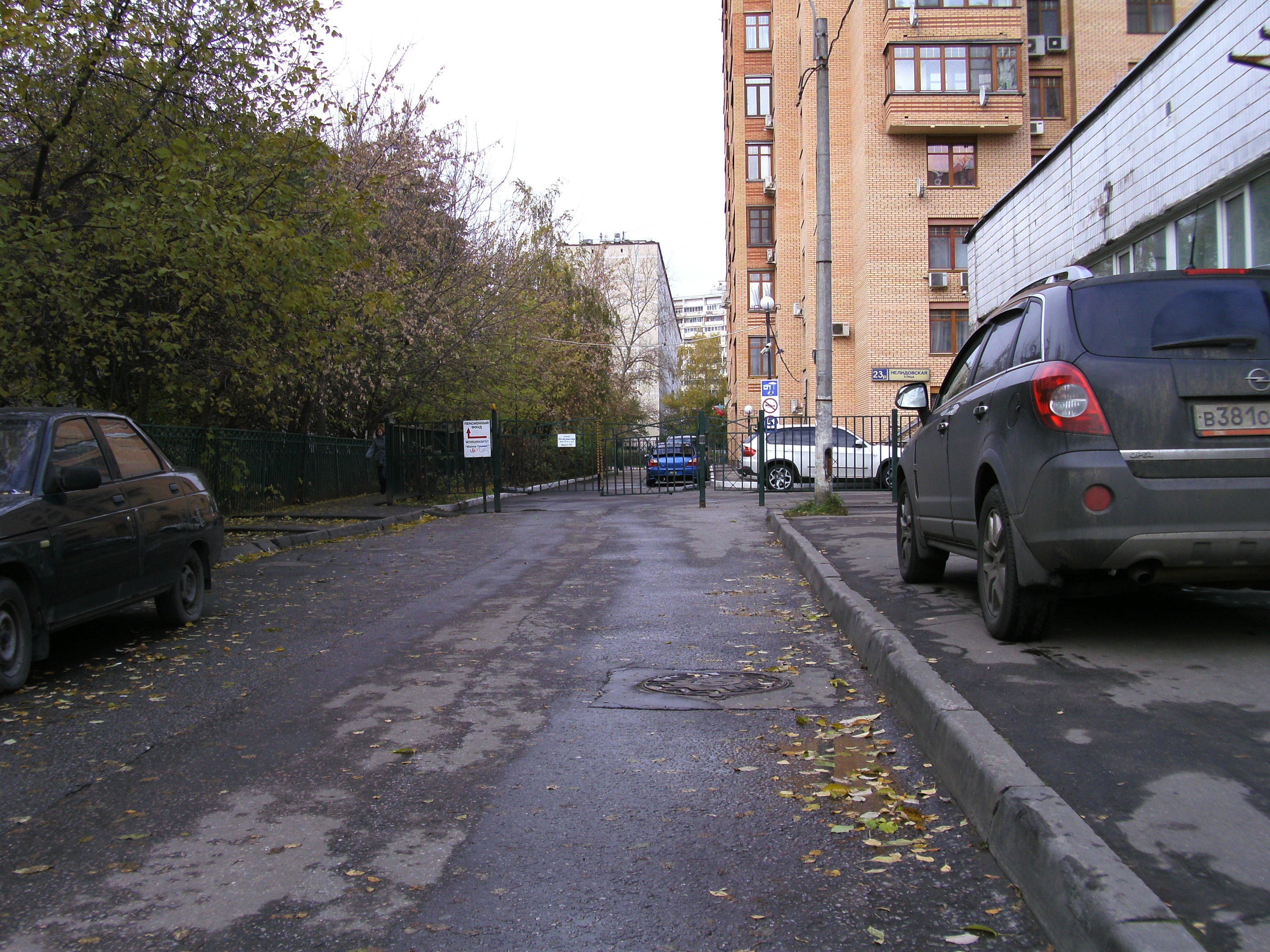
Конец проезда. Ворота, ведущие во двор д. № 23 к. 2 по Нелидовской ул.

Проезд получил своё название в 1960 году в связи с примыканием к Сходненской улице. Несмотря на название, является тупиком.
Длина — 250 метров. Направление — с востока на запад. Начинается от пересечения со Сходненской улицей (между домами №№ 23 и 25) и заканчивается домом № 23 к. 2 по Нелидовской улице. Нумерация домов с одной стороны идёт по улице Фабрициуса, с другой — по Нелидовской. Примыканий ни слева, ни справа — нет. Светофоров и пешеходных переходов и дорожной разметки нет, общественный транспорт по проезду не ходит, пешеходными тротуарами проезд оборудован частично. Станция метро «Сходненская» — в 500 метрах от начала проезда.